# Louis Laufray
Louis Alexandre Laufray (ur. 1 października 1881 w Charenton, zm. 4 lutego 1970 w Champcueil) – francuski pływak i piłkarz wodny, medalista olimpijski Letnich Igrzysk Olimpijskich 1900 w Paryżu.
Wraz z drużyną Libellule de Paris zdobył brązowy medal w piłce wodnej. Indywidualnie startował na dystansie 4000 metrów stylem dowolnym, gdzie odpadł w eliminacjach.